# Hodowla przemysłowa
Hodowla przemysłowa – współczesna forma hodowli zwierząt opierająca się na koncentracji dużej liczby zwierząt hodowlanych w jednym miejscu. Głównymi produktami masowej hodowli zwierząt są mięso, mleko i jaja przeznaczone do konsumpcji dla ludzi. Trwają debaty nad efektywnością, wpływem na środowisko naturalne, a także etycznością masowej hodowli zwierząt.

## Historia i współczesność
Za początkowy okres masowej hodowli zwierząt uważa się początek XIX wieku. Innowacje w agrokulturze przebiegały równocześnie z rozwojem produkcji masowej w innych dziedzinach gospodarki. Odkrycie witamin i poznanie ich znaczenia w odżywianiu zwierząt pozwoliły na suplementację witaminową zwierząt na początku XX wieku, co doprowadziło do hodowli kur w zamkniętych pomieszczeniach. Wynalezienie szczepionek i antybiotyków pozwoliło na trzymanie większej liczby zwierząt na mniejszej przestrzeni, dzięki zmniejszeniu liczby chorób dotykających zwierzęta.
Światowa efektywność hodowli zwierząt zwiększyła się czterokrotnie między 1869 a 2002 r. W ciągu tego samego okresu spadła jednocześnie liczba ludzi pracujących przy produkcji żywności, w Stanach Zjednoczonych z 24% w 1930 r. do 6% w 2002 r.
Produkcja na fermach przemysłowych polega na utrzymaniu dużej liczby zwierząt przy jednoczesnym dużym ich zagęszczeniu. Hodowane zwierzęta to najczęściej krowy, kury, świnie i indyki. Główną zaletą hodowli jest wysoka produkcja przy jak najniższym możliwym koszcie. Utrzymanie takiej liczby zwierząt w jednym miejscu jest możliwe dzięki zastosowaniu kombinacji środków dezynfekujących, środków antybakteryjnych, hormonów, szczepionek, suplementów witaminowych i białkowych.

## Kontrowersje i krytyka
Zwolennicy hodowli przemysłowej utrzymują, że hodowla masowa przyczynia się do poprawienia stanu środowiska naturalnego, wartości odżywczych konsumowanego jedzenia i usprawnia kontrolowanie chorób. Przeciwnicy twierdzą, że wpływa ona negatywnie na środowisko naturalne, dobrostan zwierząt oraz wpływa na powstawanie wielu chorób. Wskazują oni również na negatywny wpływ ferm przemysłowych na lokalnych mieszkańców, spadki wartości nieruchomości otaczających hodowle czy negatywny wpływ na turystykę.

## Hodowla przemysłowa a dobrostan zwierząt
Wymieniane zastrzeżenia dotyczące dobrostanu zwierząt to:
- zamknięcie na małej przestrzeni dużej liczby zwierząt,
- niewygoda i rany odniesione przez zły stan podłoża i pomieszczeń, w którym przebywają zwierzęta,
- brak możliwości poruszania i zachowania naturalnego z instynktami zwierząt,
- ograniczenie zachowania naturalnego z instynktami macierzyńskimi zwierząt,
- brak światła słonecznego, świeżego powietrza, a także zła jakość powietrza w zamknięciu,
- stres wynikający ze zbyt dużej koncentracji zwierząt,
- problemy zdrowotne spowodowane przez nadmierną sztuczną selekcję zwierząt,
- skrócony czas życia zwierząt przeznaczonych do rozrodu (krowy mleczne),
- szybkość rozprzestrzeniania się infekcji spowodowany stłoczeniem i stresem wśród zwierząt,
- przycinanie dziobów w celu zapobieżenia ranieniu się kur,
- przymusowe karmienie gęsi[17]. przy produkcji foie gras.

Wpływ na środowisko naturalne:
- wylesianie obszarów oraz nadmierne zużycie nawozów, pestycydów i herbicydów pod uprawy paszy dla zwierząt,
- nadmierne zużycie wody spowodowane produkcją paszy dla zwierząt,
- zanieczyszczenie gleby, wody i powietrza azotem i fosforem spowodowane użyciem nawozów i odchodami zwierząt,
- degradacja ziemi (zmniejszona żyzność, erozja gleby, zwiększone zasolenie, pustynnienie ziemi),
- zanik bioróżnorodności spowodowany przez eutrofizację, zakwaszenie, pestycydy i herbicydy,
- światowy zanik różnorodności genetycznej gatunków hodowlanych i zanik tradycyjnych gatunków,
- zanik gatunków spowodowany masowym wylesianiem powierzchni pod uprawę paszy dla zwierząt.